# Cycas riuminiana
Cycas riuminiana Porte ex Regel, 1863 è una pianta appartenente alla famiglia delle Cycadaceae, endemica delle Filippine.

L'epiteto specifico riuminiana è dato in onore di Riumin, presidente della Società Ortoculturale di Mosca.

## Descrizione
È una cicade con fusto arborescente.
Le foglie, pennate, lunghe 110-180 cm, sono disposte a corona all'apice del fusto e sono rette da un picciolo lungo 35-45 cm; ogni foglia è composta da 160-230 paia di foglioline lanceolate, con margine leggermente ricurvo, lunghe mediamente 24-31 cm, di colore verde chiaro, inserite sul rachide con un angolo di 15-25°.
È una specie dioica con esemplari maschili che presentano microsporofilli disposti a formare strobili terminali di forma fusoidale, lunghi 44-55 cm e larghi 8-11 cm ed esemplari femminili con macrosporofilli che si trovano in gran numero nella parte sommitale del fusto, con l'aspetto di foglie pennate che racchiudono gli ovuli, in numero di 4-6.  
I semi sono grossolanamente ovoidali, lunghi 40-50 mm, ricoperti da un tegumento di colore giallo.

## Distribuzione e habitat
È diffusa nelle foreste chiuse dell'entroterra e montuose nelle Filippine settentrionali fra i 615 e gli 800 m con particolare presenza sulla grande isola di Luzon, dove popolazioni di Cycas riuminiana risiedono nella provincia di Pampanga nei pressi del Monte Arayat, nella Provincia di Bataan presso Morong e Bagac, nella Provincia di Batangas vicino a Lobo, nella Provincia di Isabela sul Monte Dipalayag e nella Provincia di Aurora nei pressi di Baler.

## Conservazione
La IUCN Red List classifica C. riuminiana come specie in pericolo di estinzione (Endangered).

La specie è inserita nella Appendice II della Convention on International Trade of Endangered Species (CITES).